# Eberhard Höngen

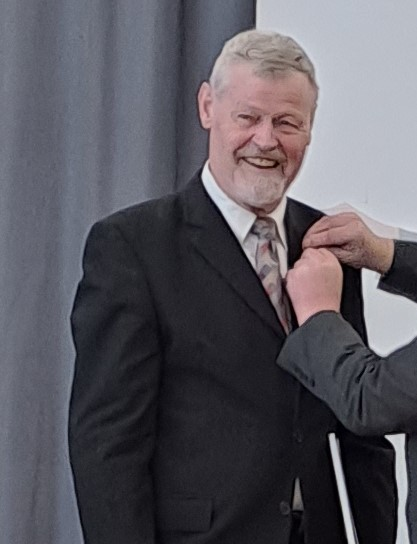
Eberhard Höngen während einer Auszeichnung im Rahmen seiner Verabschiedung als Chorleiter in Pfullingen (2023)

Eberhard Höngen (* 23. März 1944 in Wiesbaden) ist ein deutscher Chorleiter, Komponist und Arrangeur. Seine aktive Laufbahn als Chorleiter dauerte fast sechzig Jahre von 1964 bis 2023 an.

## Leben
Höngen wuchs in einer musikalischen Familie auf, sein Vater Helmut Höngen war als Chorleiter und Organist tätig, und zur Verwandtschaft gehörte die Opernsängerin Elisabeth Höngen. Seine Ausbildung zum Chorleiter machte Höngen bei Hermannjosef Rübben, anschließend übernahm er 1964 seinen ersten Chor in Remscheid sowie ab 1965 in Weilerswist. In der Folgezeit wurde Höngen zudem Bundeschorleiter des Lippischen Sängerbundes. In dieser Zeit veröffentlichte er mehrere Eigenkompositionen und war 1978 in seiner Position als Bundeschorleiter Herausgeber des Liederheft des Lippischen Sängerbundes.
Ab 1985 war Höngen einige Jahre Bezirkschorleiter in Tübingen und leitete fortan mehrere Chöre in der Region, von denen ebenfalls 1985 der Männergesangsverein Eintracht Pfullingen der erste wurde. Als Arrangeur schrieb er unter anderem Chorsätze zu Mariä Wiegenlied von Max Reger, Conquest of Paradise von Vangelis oder Memory von Andrew Lloyd Webber.
Im Dezember 2010 erhielt Höngen anlässlich seiner 25-jährigen Chorleitertätigkeit in Pfullingen vom damaligen Bürgermeister Rudolf Heß die Bürgermedaille der Stadt. In seinen letzten aktiven Jahren wurde Höngen teilweise zu den dienstältesten Chorleitern Deutschlands gezählt.
Sein 50-jähriges Chorleiter-Jubiläum feierte der damals Siebzigjährige 2014 mit Jubiläumskonzerten mit vier Chören und über 150 Sängern in Pfullingen und Oberensingen. Seine Tätigkeit im Sängerkranz Harmonie Tübingen gab er 2013 auf. Im Jahr darauf gründete Höngen den Frauenchor Vivida in Großengstingen, den er bis 2022 führte. 2019 beendete er seine Chorleitertätigkeit beim Liederkranz Oberensingen, der Sängerkranz Dußlingen folgte 2021.
Im März 2023 beendete Höngen aus gesundheitlichen Gründen seine Tätigkeit als Chorleiter nach fast sechzig Jahren vollständig, nachdem er zuletzt nur noch im Männergesangsverein Eintracht Pfullingen aktiv war.

## Chöre (Auswahl)
- Männer-Quartett Weilerswist (1965–1974)[11]
- Männergesangsverein Eintracht Pfullingen 1904 (1985–2023)[12][13]
- Sängerkranz Harmonie Tübingen 1828 (1986–2013)[14]
- Sängerkranz Dußlingen (1988–2021)[15]
- Liederkranz Oberensingen 1875 (2000–2019)[16]
- Frauenchor Vivida Großengstingen (2014–2022)[17][18]

## Veröffentlichungen
- Liederheft des Lippischen Sängerbundes 1978. Eine Sammlung von Chören und Volksliedsätzen für alle Chorgruppen, hrsg. von Eberhard Höngen, P.J. Tonger Verlag, Rodenkirchen/Rhein 1978
- Dummes Zeug, Text und Komposition für Männerchor, Musikalienverlag Karin Krüger, Detmold 1982
- Dunja, Text und Komposition für gemischten Chor, Musikalienverlag Karin Krüger, Detmold 1982
- Ungarische Hochzeit, Text und Komposition für Frauenchor, Musikalienverlag Karin Krüger, Detmold 1982